# Film in 1964
Dit artikel gaat over de film in het jaar 1964.

## Lijst van films
- De avonturen van Pietje Bell
- Bande à part
- Becket
- The Best Man
- Blind kind
- The Carpetbaggers
- The Chalk Garden
- Cheyenne Autumn
- The Cool World
- The Creeping Terror
- The Curse of the Mummy's Tomb
- Della
- Il deserto rosso
- Devil Doll
- The Devil-Ship Pirates
- Do You Know This Voice?
- Dog Star Man
- Dr. Strangelove or: How I Learned to Stop Worrying and Love the Bomb
- Échappement libre
- Empire
- Fail-Safe
- Fantômas
- Father Goose
- A Fistful of Dollars
- Le Gendarme de Saint-Tropez
- Ghidorah, the Three-Headed Monster
- Girl with Green Eyes
- Goldfinger
- A Hard Day's Night
- The Horror of Party Beach
- Hush... Hush, Sweet Charlotte
- The Incredibly Strange Creatures Who Stopped Living and Became Mixed-Up Zombies!!?
- Janssen en Janssen draaien een film
- Le Journal d'une femme de chambre
- The Killers
- Kissin' Cousins
- Kitten with a Whip
- The Last Man on Earth
- The Lively Set
- Maciste e la regina di Samar
- The March
- Marnie
- Mary Poppins
- Matrimonio all'italiana
- Mensen van Morgen
- Le Monde sans soleil
- Monstrosity
- Morozko
- Mothra vs. Godzilla
- My Fair Lady
- The Night of the Iguana
- Nothing But a Man
- Les Parapluies de Cherbourg
- Paris - When It Sizzles
- The Pawnbroker
- La Peau douce
- Des pissenlits par la racine
- Plantage Tamarinde
- Point of Order
- The Pumpkin Eater
- Robin and the 7 Hoods
- Santa Claus Conquers the Martians
- Send Me No Flowers
- Seven Days in May
- Sex and the Single Girl
- A Shot in the Dark
- Une souris chez les hommes
- The Starfighters
- Strait-Jacket
- Suna no onna
- The T.A.M.I. Show
- Teen-age Strangler
- Topkapi
- The Unsinkable Molly Brown
- Il Vangelo secondo Matteo
- La Vie à l'envers
- Viva Las Vegas
- Where Love Has Gone
- Zorb the Greek
- Zulu

1870-1879 · 1880-1889 · 1890 · 1891 · 1892 · 1893 · 1894 · 1895 · 1896 · 1897 · 1898 · 1899 · 1900 · 1901 · 1902 · 1903 · 1904 · 1905 · 1906 · 1907 · 1908 · 1909 · 1910 · 1911 · 1912 · 1913 · 1914 · 1915 · 1916 · 1917 · 1918 · 1919 · 1920 · 1921 · 1922 · 1923 · 1924 · 1925 · 1926 · 1927 · 1928 · 1929 · 1930 · 1931 · 1932 · 1933 · 1934 · 1935 · 1936 · 1937 · 1938 · 1939 · 1940 · 1941 · 1942 · 1943 · 1944 · 1945 · 1946 · 1947 · 1948 · 1949 · 1950 · 1951 · 1952 · 1953 · 1954 · 1955 · 1956 · 1957 · 1958 · 1959 · 1960 · 1961 · 1962 · 1963 · 1964 · 1965 · 1966 · 1967 · 1968 · 1969 · 1970 · 1971 · 1972 · 1973 · 1974 · 1975 · 1976 · 1977 · 1978 · 1979 · 1980 · 1981 · 1982 · 1983 · 1984 · 1985 · 1986 · 1987 · 1988 · 1989 · 1990 · 1991 · 1992 · 1993 · 1994 · 1995 · 1996 · 1997 · 1998 · 1999 · 2000 · 2001 · 2002 · 2003 · 2004 · 2005 · 2006 · 2007 · 2008 · 2009 · 2010 · 2011 · 2012 · 2013 · 2014 · 2015 · 2016 · 2017 · 2018 · 2019 · 2020 · 2021 · 2022 · 2023 · 2024 · 2025